# Ракитовец (Велика Горица)
Ракитовец је насељено место у саставу Града Велике Горице, у Туропољу, Хрватска.

## Становништво
На попису становништва 2011. године, Ракитовец је имао 570 становника.

## Попис1991.
На попису становништва 1991. године, насељено место Ракитовец је имало 556 становника, следећег националног састава:
| Попис 1991.‍ | Попис 1991.‍ | Попис 1991.‍ | Попис 1991.‍ | Попис 1991.‍ |
| ----------- | ----------- | ----------- | ----------- | ----------- |
|             |             |             |             |             |
| Хрвати      | Хрвати      |             | 552         | 99,28%      |
| Срби        | Срби        |             | 3           | 0,53%       |
| непознато   | непознато   |             | 1           | 0,17%       |
| укупно: 556 |             |             |             |             |